# Santiago Guzmán (rugbier)
Santiago Guzmán (San Miguel de Tucumán, Tucumán, 11 de enero de 1989) es un exjugador de rugby argentino que se desempeñaba como Segunda línea.

## Carrera

### Tucumán Rugby
Guzmán se formó en Tucumán Rugby, donde debutó en primera división en el Torneo Regional del Noroeste.

### Stade Français
En el año 2010 viajó a Francia para unirse a Stade Français, pero no pasó la revisión médica y el club francés le dijo que era muy probable que no volviera a jugar. De esta manera Guzmán regresó a Argentina.

### Pampas XV
Santiago se sumó a Pampas XV y formó parte del equipo argentino que conquistó la Vodacom Cup en Sudáfrica, en el año 2011, al derrotar a Blue Bulls por 14 a 9.

## Selección nacional
Guzmán jugó en los Pumitas y en los Pumas.

## Clubes
| Club          | País      |
| ------------- | --------- |
| Tucumán Rugby | Argentina |
| Pampas XV     | Argentina |

## Palmarés
| Título      | Equipo    | País      | Año  |
| ----------- | --------- | --------- | ---- |
| Vodacom Cup | Pampas XV | Sudáfrica | 2011 |